# Guarapuava
Guarapuava é um município brasileiro localizado na região centro-sul do estado do Paraná. É o maior município em extensão territorial do estado, e o nono mais populoso, com uma população de 188.710 habitantes, de acordo com estimativas do Instituto Brasileiro de Geografia e Estatística (IBGE) de 2024. É considerado um polo regional de desenvolvimento, exercendo significativa influência sobre os municípios vizinhos. Situa-se em um importante entroncamento rodoferroviário no país, denominado “Corredor do Mercosul”, que conecta os municípios de Foz do Iguaçu e Curitiba. Destaca-se ainda como o principal município do agronegócio no estado do Paraná, e o maior produtor de cevada do Brasil, produzindo sozinha cerca de 20% da produção nacional.   
Sua localização no alto do Terceiro Planalto Paranaense faz de Guarapuava um dos municípios mais frios do estado, com ocasionais registros de neve. O bioma predominante é a floresta subtropical, com vastas áreas de mata de araucárias. É ainda o maior produtor brasileiro de cevada e possui uma das maiores fábricas de malte do mundo, responsável por vinte por cento da produção nacional.

## Etimologia
"Guarapuava" deriva do termo da língua geral paulista agûarápuaba, que significa "lugar do barulho dos lobos-guarás" (gûará, lobo-guará + pu, barulho + aba, lugar).
"Pérola do Oeste", como é conhecida atualmente, e que não se confunde com o município de mesmo nome, é alcunha forjada pelo jornalista Luiz Daniel Cleve, quando, por meio do jornal O Guayra, mandava notícias da cidade para a Europa exaltando que "o pôr-do-sol de Guarapuava, a Pérola do Oeste, é o mais bonito do mundo".

## História
Já habitada por milhares de anos pelos índios caingangues, a ocupação europeia dos campos de Guarapuava remonta às grandes questões da expansão territorial ibérica na América no século XVI, pois, segundo o Tratado de Tordesilhas, toda a porção centro-oeste do atual estado do Paraná deveria ser de comando espanhol. Entretanto, durante a União Ibérica (1580-1640) (período em que a coroa espanhola dominou o território português), houve um grande número de incursões rumo ao interior do continente a partir da capitania de São Paulo, através de expedições denominadas "bandeiras".
Após a dissolução da União Ibérica, com o fim da Dinastia Filipina, a expansão portuguesa na América do Sul continuou até chegar às margens do rio da Prata, onde ocorreu a fundação da Colônia do Sacramento, no atual território do Uruguai. Sob efeito desta ameaça expansionista portuguesa é que houve a reformulação do acordo entre os dois países, através do Tratado de Madrid, redefinindo as fronteiras das colônias vinculadas às duas potências da época.
Contudo, a região de Guarapuava continuou sem a presença do domínio europeu até o início do século XIX. A fim de consolidar a posse estratégica deste território, que já havia recebido expedições de reconhecimento no século XVIII, a coroa portuguesa, então sediada no Rio de Janeiro, determinou a organização de uma expedição para ocupar a região através de seu povoamento e garantir a nova fronteira com a Espanha.
A Real Expedição de Conquista e Povoamento dos Campos de Guarapuava, comandada por Diogo Pinto de Azevedo Portugal, chegou à região em 1810 e fez construir o Fortim Atalaia, que abrigou as primeiras tropas, seus familiares e povoadores que dela fizeram parte: cerca de 300 famílias. O Fortim Atalaia, construído na região atualmente denominada Palmeirinha, protegeu os componentes da Expedição dos frequentes ataques dos índios, pertencentes às três tribos que habitavam a região (Camés, Votorões e Cayeres ou Dorins).
Ao contrário das expedições anteriores que se fizeram por monções, deslocando-se pelo rio Iguaçu, as de Diogo Pinto foram executadas de forma mais ampla, porque abriram estradas, derrubaram matas, construíram pontes, o que justificou, de maneira geral, a demora da marcha.
Em 1810, os caingangues da região foram vencidos pelas tropas de Diogo Pinto de Azevedo. Assim, os "campos de Koran-bang-rê", termo pelo qual os caingangues designavam a região, se transformaram na atual cidade de Guarapuava.
Entre 1812 e 1859, Guarapuava foi a primeira localidade brasileira a receber condenados ao degredo pela justiça como forma de ocupar a região com população branca, pois os índios dominavam as matas do interior paranaense.
Oficialmente, a cidade surgiu com a assinatura do Formal de Instalação da Freguesia de Nossa Senhora de Belém, em 9 de dezembro de 1819, momento em que o Padre Francisco das Chagas Lima em concordância com Antônio de Rocha Loures, tenente comandante interino da Real Expedição, determinaram a transferência da freguesia e da Igreja Nossa Senhora de Belém para o local, que, segundo o padre, era o mais adequado para a construção da igreja, a atual sede do município.
Padre Chagas foi uma personagem importante na fase inicial do povoamento, pois procurou iniciar a ocupação baseado em alguns critérios de estética, observando as prescrições contidas na carta régia de 1 de abril de 1809, do Conde Linhares, que já determinava os padrões a serem seguidos pelas edificações. Como ponto gerador do núcleo, cita-se a Catedral de Nossa Senhora de Belém, que era um ponto referencial importante para a sociedade da época. O primeiro prefeito de Guarapuava foi o coronel Pedro Lustosa de Siqueira.

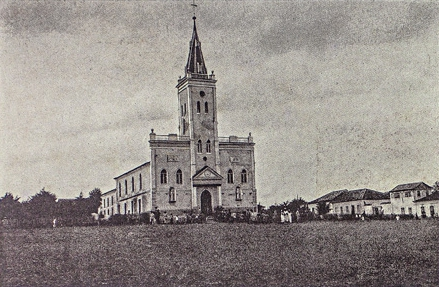
Igreja Matriz de Guarapuava no século XIX

No ano de 1852, no dia 17 de julho, a freguesia de Nossa Senhora de Belém foi elevada à categoria de vila, ainda pertencente à província de São Paulo. Em 2 de maio de 1859, foi criada a comarca de Guarapuava, sendo José Antônio Araújo de Vasconcelos o seu primeiro juiz de direito. A Vila Nossa Senhora de Belém recebeu foros de município no dia 12 de abril de 1871, pela Lei Provincial 271, sendo desmembrada do município de Castro.

## Geografia
| Ano   | Área municipal |
| ----- | -------------- |
| 1810  | 175 000,00 km² |
| 1960  | 11 796,23 km²  |
| 1970  | 10 825,92 km²  |
| 1980  | 9 825,92 km²   |
| 1990  | 8 874,02 km²   |
| 1992  | 5 575,25 km²   |
| 1997  | 4 125,85 km²   |
| Atual | 3 178,659 km²  |

### Localização e área
O município está localizado a 25°23'36" latitude sul, e 51°27'19" longitude oeste, na região centro-sul do estado do Paraná e no Terceiro Planalto Paranaense, também conhecido como Planalto de Guarapuava. Limita-se ao norte com os municípios de Campina do Simão e Turvo, ao sul com o município de Pinhão, e a oeste com Candói, Cantagalo e Goioxim e a leste com Prudentópolis, Inácio Martins e Irati (esta última divisa, ignorada erroneamente por muitos livros)
O município possui atualmente uma área de 3.168,087 km². Localiza-se a 252 km da capital Curitiba, 361 km do porto de Paranaguá e 389 km da tríplice fronteira em Foz do Iguaçu. O território de Guarapuava representa 19,34% de sua microrregião, 11,78% da região centro-sul do Paraná, 1,56% do Paraná e 0,037% do Brasil.
Guarapuava já foi um dos maiores municípios do Brasil em extensão territorial, ocupando mais da metade de todo o estado do Paraná, a partir da região central até o oeste, além de todo oeste de Santa Catarina. Fazia fronteira com o Paraguai, pelas barrancas do rio Paraná e com a Argentina, através do rio Iguaçu, além do Rio Grande do Sul. Apesar de Guarapuava ter perdido grande parte de seu território, ainda é o maior município por área no Paraná.

### Hidrografia
O principal rio que cruza o município é o Rio Jordão. Contudo, o município também é banhado por diversos outros rios, como o Rio Cascavelzinho, Girassol, Coutinho, Banana, Pinhão, Kailane, Cavernoso, São Francisco e São João (nascente principal do Ivaí, junto com o Rio dos Patos).
A rede de drenagem compreende os rios que percorrem as terras do município que correm para oeste, sendo direta ou indiretamente tributários do rio Paraná através de três bacias hidrográficas: a do rio Piquiri, a do rio Iguaçu e a do rio Ivaí.

### Relevo
Guarapuava está localizada no Terceiro Planalto Paranaense, com a altitude variando entre 1 030 a 1 130 metros na sede do município. Em média, 850 metros, na divisa com Prudentópolis, e 1 300 metros, no alto do vale do Rio Pinhão, em Entre Rios.
O Terceiro Planalto Paranaense, ou Planalto Basáltico, ou ainda Planalto de Guarapuava, é a mais extensa das unidades de relevo do estado. É formado por rochas ígneas eruptivas, principalmente basaltos, cuja alteração formou a famosa terra vermelha, a partir da Era Mesozoica.
Já na transição do Terceiro para o Segundo Planalto, na divisa com o município de Prudentópolis, a variação brusca de altitude do relevo propícia a formação de várias quedas d'água, como o Salto São Francisco, com 196 metros, é a maior queda d'água da Região Sul do Brasil.

### Clima
O clima de Guarapuava pode ser classificado como clima subtropical úmido mesotérmico (Cfb, na Classificação climática de Köppen-Geiger) apresentando verões frescos (temperatura média inferior a 21 °C), invernos frios com ocorrências de geadas severas e frequentes. As chuvas bem distribuídas ao longo do ano, sem ocorrência de longas estações secas. Devido ao controle do relevo, a maior quantidade de precipitação se situa à nordeste do município, se tornando mais heterogêneo a distribuição espacial das chuvas através das convecções.
A altitude, que varia entre 1 030 a 1 350 metros, combinada com a latitude de 25 graus garante um clima ameno para Guarapuava a maior parte do ano. Entretanto, no inverno, podem ocorrer dias muito frios, a temperatura pode cair abaixo do ponto de congelamento, muitas vezes com geada e até mesmo neve, o que garante à cidade a condição de uma das cidades mais frias do país. Registros de neve na cidade acontecem, em média, de sete em sete anos, com ocorrências de intensas precipitações em alguns anos. Desde 1950 nevou nas seguintes datas:
- 4 de julho de 1953
- 30 de julho de 1955
- 20 de julho de 1957
- 19, 20 e 21 de agosto de 1965
- 8 de julho de 1972
- 17 de julho de 1975
- 25 de agosto de 1984
- 9 de julho de 1994
- 12 de julho de 2000
- 22 e 23 de julho de 2013

Já os verões são amenos, sendo comum que as temperaturas mínimas fiquem abaixo dos 14 °C e as temperaturas máximas, em torno dos 28 °C. Nessa época as chuvas são formadas principalmente pelo frio associado à umidade, com temporais de fim de tarde, ou ainda, associada à chegada de frentes frias.
Segundo dados do Instituto Nacional de Meteorologia (INMET), entre 1925 e 1977 a menor temperatura registrada em Guarapuava foi de −10 °C em 18 de julho de 1975 e a maior atingiu 33,2 °C em 2 de novembro de 1968. Os maiores acumulados de precipitação em 24 horas foi de 147,2 milímetros (mm) em 3 de setembro de 1957.

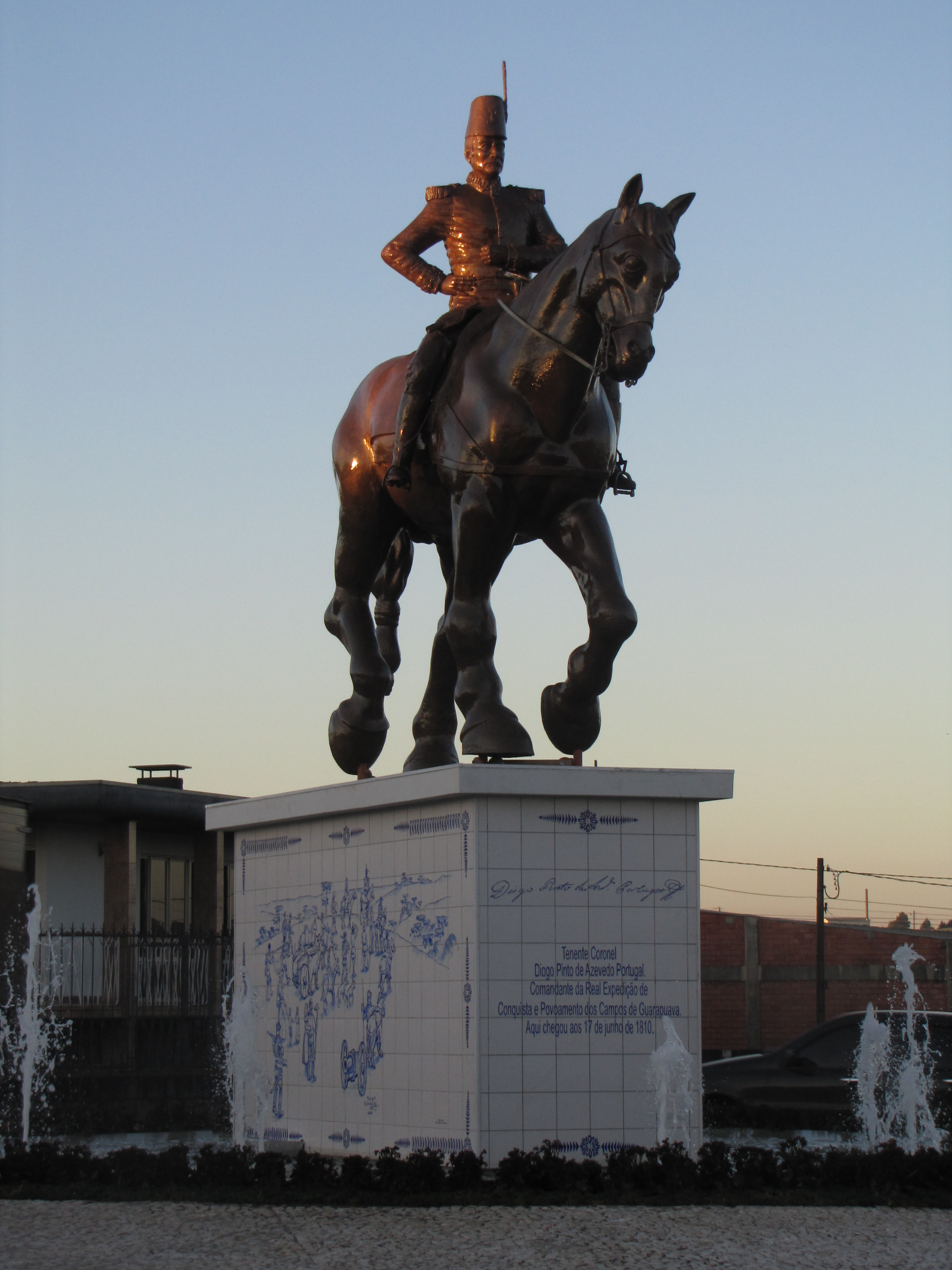
Estátua do Tenente Coronel Diogo Pinto de Azevedo Portugal, na Avenida Manoel Ribas, em Guarapuava

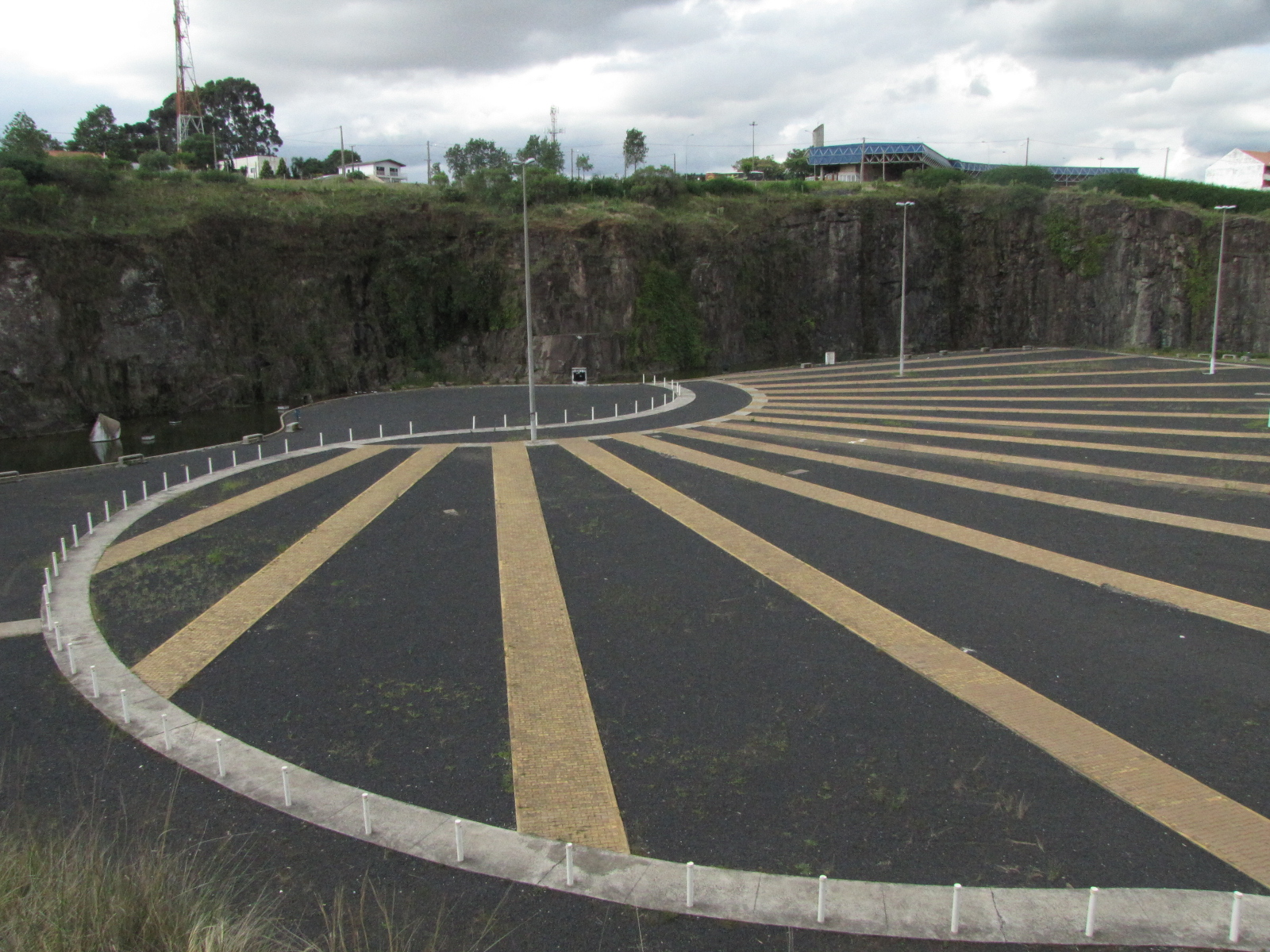
Praça da Fé, em Guarapuava

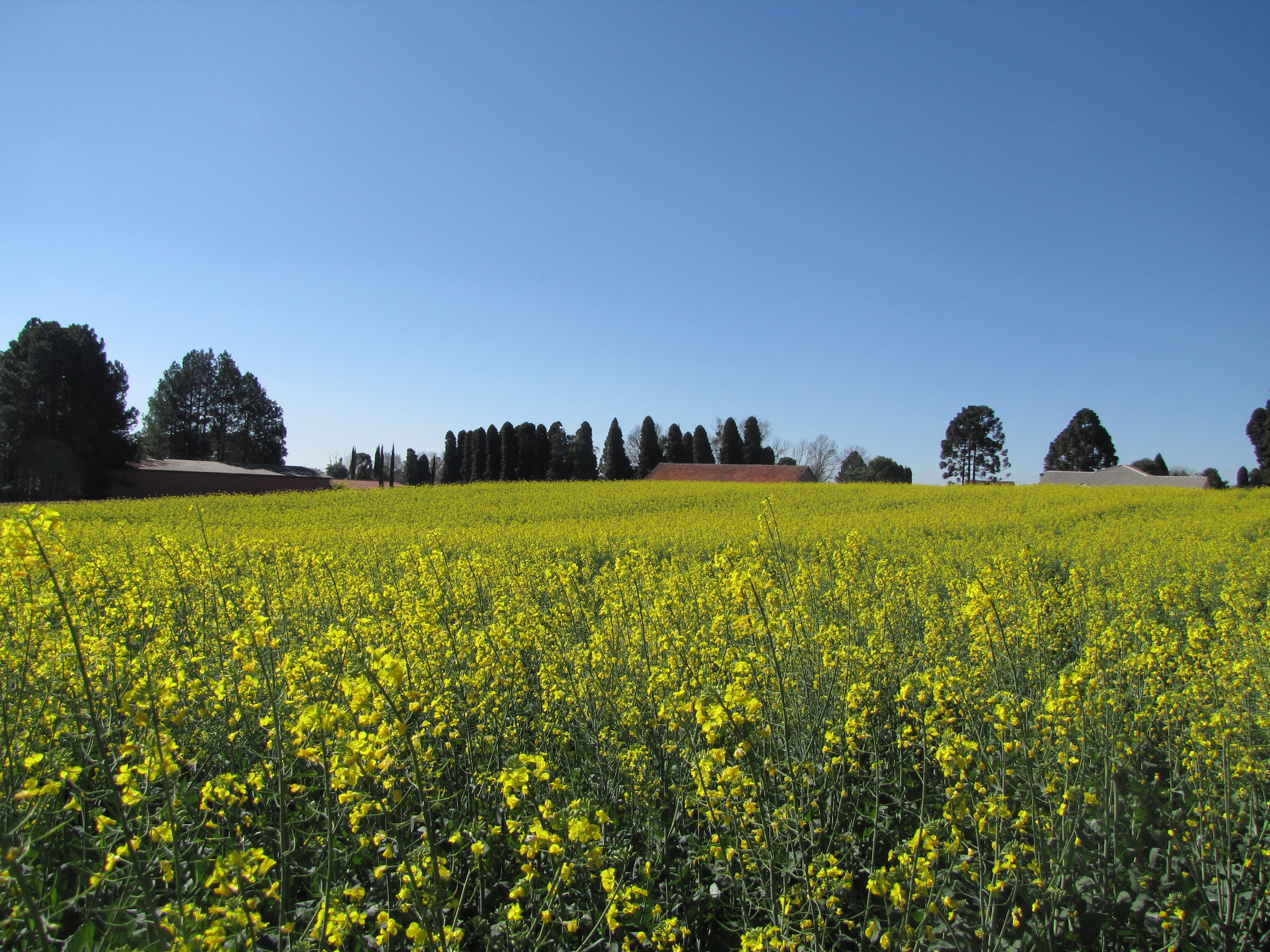
Colônia Samambaia, em Entre Rios, em Guarapuava

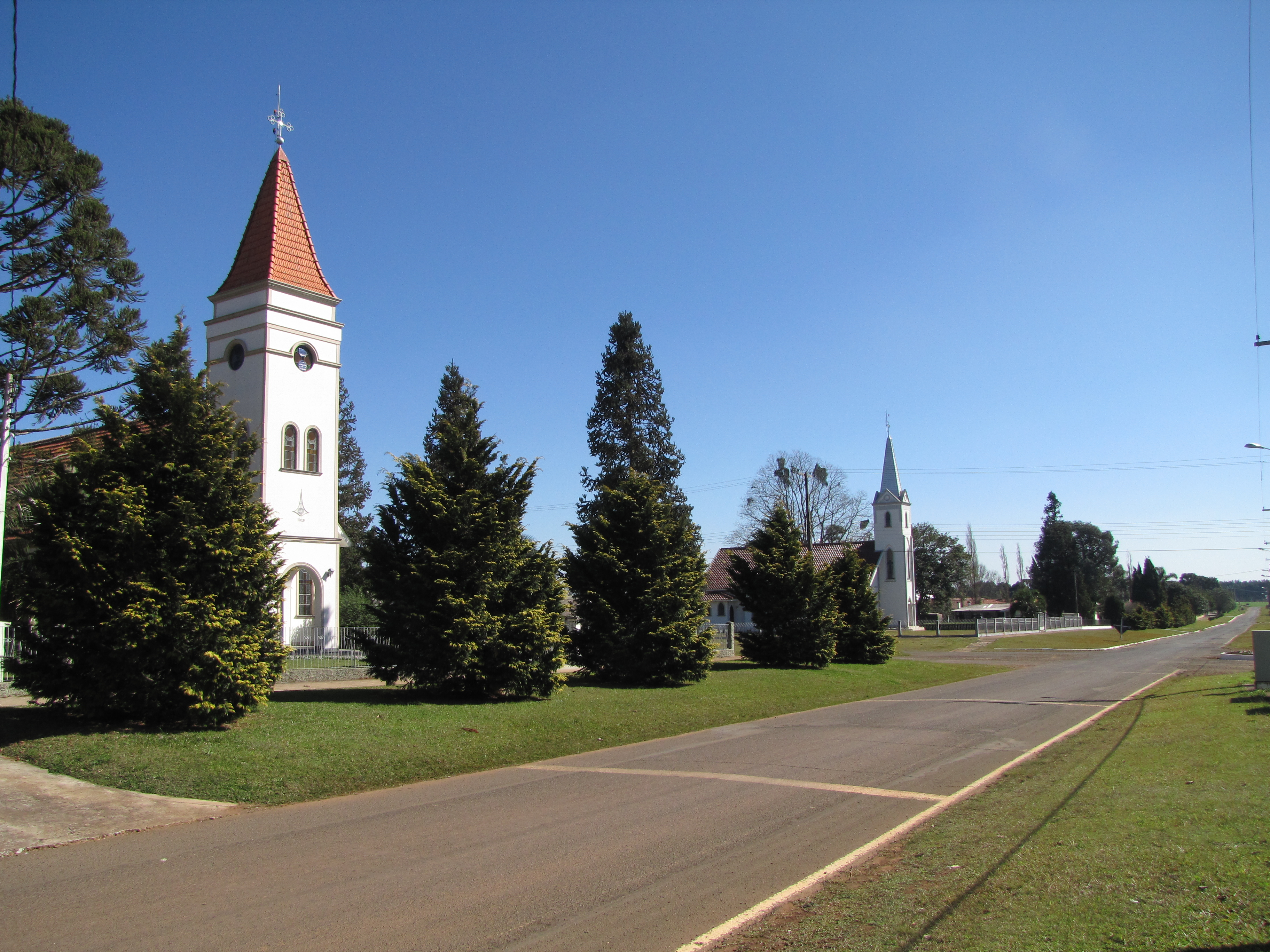
Colônia Cachoeira, em Entre Rios, em Guarapuava

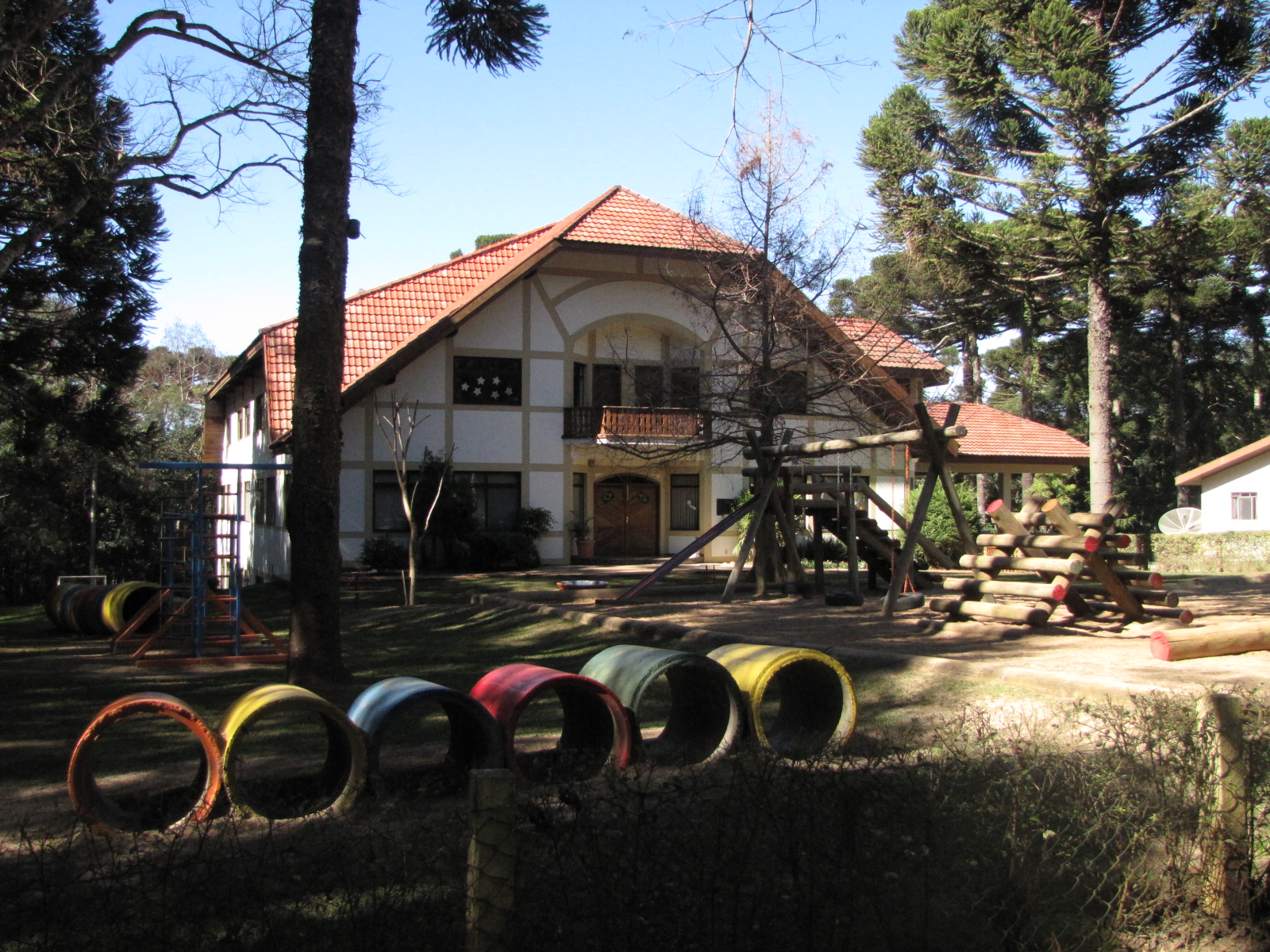
Colônia Vitória, em Entre Rios, em Guarapuava

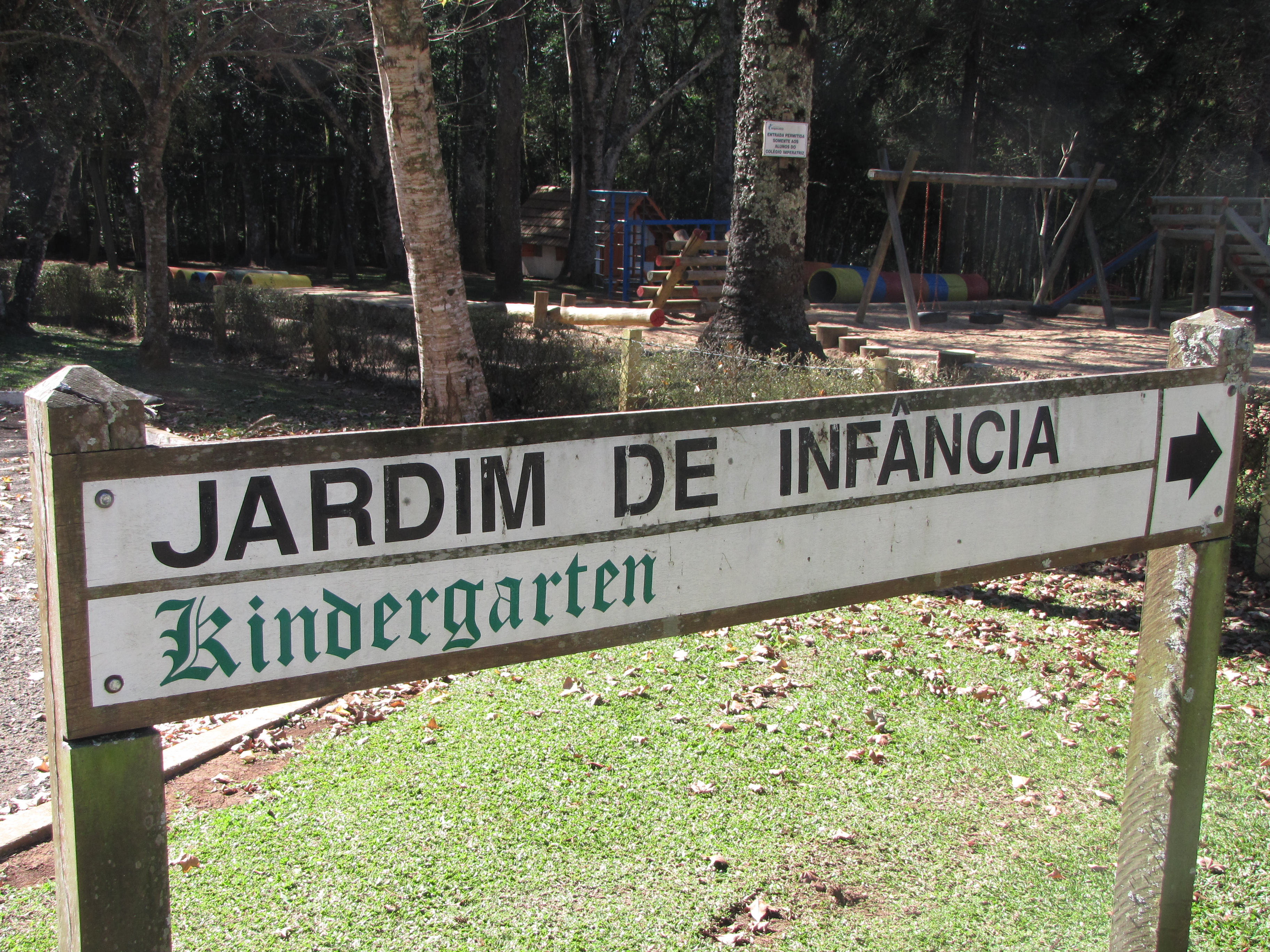
Sinalização em português e em alemão, em Entre Rios, em Guarapuava

| Dados climatológicos para Guarapuava                                                       | Dados climatológicos para Guarapuava | Dados climatológicos para Guarapuava | Dados climatológicos para Guarapuava | Dados climatológicos para Guarapuava | Dados climatológicos para Guarapuava | Dados climatológicos para Guarapuava | Dados climatológicos para Guarapuava | Dados climatológicos para Guarapuava | Dados climatológicos para Guarapuava | Dados climatológicos para Guarapuava | Dados climatológicos para Guarapuava | Dados climatológicos para Guarapuava | Dados climatológicos para Guarapuava |
| Mês                                                                                        | Jan                                  | Fev                                  | Mar                                  | Abr                                  | Mai                                  | Jun                                  | Jul                                  | Ago                                  | Set                                  | Out                                  | Nov                                  | Dez                                  | Ano                                  |
| ------------------------------------------------------------------------------------------ | ------------------------------------ | ------------------------------------ | ------------------------------------ | ------------------------------------ | ------------------------------------ | ------------------------------------ | ------------------------------------ | ------------------------------------ | ------------------------------------ | ------------------------------------ | ------------------------------------ | ------------------------------------ | ------------------------------------ |
| Temperatura máxima recorde (°C)                                                            | 32,6                                 | 32                                   | 31,4                                 | 29,8                                 | 28,5                                 | 27,4                                 | 27                                   | 30,1                                 | 31,5                                 | 31,6                                 | 33,2                                 | 32,5                                 | 33,2                                 |
| Temperatura máxima média (°C)                                                              | 26,9                                 | 26,7                                 | 26                                   | 23,9                                 | 20,7                                 | 19,6                                 | 19,5                                 | 21,4                                 | 22                                   | 24                                   | 25,5                                 | 26,3                                 | 23,5                                 |
| Temperatura média compensada (°C)                                                          | 20,8                                 | 20,6                                 | 19,7                                 | 17,4                                 | 14,1                                 | 12,9                                 | 12,7                                 | 14,2                                 | 15,3                                 | 17,5                                 | 19                                   | 20,1                                 | 17                                   |
| Temperatura mínima média (°C)                                                              | 16,5                                 | 16,4                                 | 15,6                                 | 13,4                                 | 10                                   | 8,8                                  | 8,5                                  | 9,4                                  | 10,8                                 | 13                                   | 14,2                                 | 15,5                                 | 12,7                                 |
| Temperatura mínima recorde (°C)                                                            | 5,2                                  | 5,2                                  | 3,2                                  | 0                                    | −3,6                                 | −8                                   | −10                                  | −6,2                                 | −2,2                                 | 0,6                                  | 3                                    | 6                                    | −10                                  |
| Precipitação (mm)                                                                          | 199,3                                | 171,1                                | 147,1                                | 146,7                                | 163,7                                | 138,8                                | 127                                  | 93                                   | 157                                  | 187,3                                | 150,1                                | 188,5                                | 1 869,6                              |
| Umidade relativa compensada (%)                                                            | 79                                   | 81                                   | 80                                   | 80                                   | 81                                   | 81                                   | 78                                   | 73                                   | 75                                   | 76                                   | 74                                   | 77                                   | 78                                   |
| Insolação (h)                                                                              | 155                                  | 151                                  | 156                                  | 153                                  | 143                                  | 139                                  | 153                                  | 163                                  | 141                                  | 150                                  | 163                                  | 156                                  | 1 823                                |
| Fonte: Instituto Nacional de Meteorologia (INMET) (recordes de temperatura de 1925 a 1977) |                                      |                                      |                                      |                                      |                                      |                                      |                                      |                                      |                                      |                                      |                                      |                                      |                                      |
| Fonte 2: Empresa Brasileira de Pesquisa Agropecuária (EMBRAPA) (climatologia: 1976-2005)   |                                      |                                      |                                      |                                      |                                      |                                      |                                      |                                      |                                      |                                      |                                      |                                      |                                      |

### Vegetação
A vegetação nativa predominante no município de Guarapuava é a floresta subtropical que é uma floresta ombrófila mista, composta por formações de latifoliadas e de coníferas, estas últimas representadas pelo pinheiro-do-paraná (Araucaria angustifolia). Na área do município, há, ainda, a incidência de uma pequena extensão de campo limpo.

## População

### Imigração e colonização
Sua população gira em torno de 210 000 habitantes, segundo alguns estudos e sua região engloba uma população de mais de 500 000 pessoas em suas mais variadas nuances étnicas e culturais.
Guarapuava é conhecida pela diversidade étnica, possuindo quilombo e diversas reservas indígenas espalhadas pela região, além de imigrantes e descendentes de europeus ibéricos (portugueses e espanhóis), italianos, poloneses, alemães, sérvios, croatas, ucranianos.
Portugueses
Muitos nobres, fazendeiros e comerciantes de origem portuguesa vieram para Guarapuava no início de sua fundação, por Dom João VI, principalmente dos estados de São Paulo e Rio de Janeiro. Guarapuava foi também colônia de degredo para muitos homens portugueses.
Tropeiros
As primeiras famílias de Guarapuava foram formadas e influenciadas, em grande parte, por tropeiros oriundos de Minas Gerais, São Paulo e principalmente Rio Grande do Sul que usavam a cidade como rota e chegaram na região já nos primórdios de sua colonização. Os tropeiros eram descendentes, em sua maioria, de portugueses e espanhóis. Até os dias de hoje, os descendentes dos tropeiros de origem gaúcha mantêm suas tradições num dos três Centro de Tradições Gaúchas da cidade.
Africanos
Alguns africanos foram trazidos para trabalhar nas fazendas da região. Embora o número de escravos no Paraná fosse inferior a 20 000, em Guarapuava a presença de africanos era mais intensa, assim como era em Castro e em Ponta Grossa. Em Guarapuava, foi fundado o único quilombo do Paraná. O Paiol das Telhas foi fundado por onze escravos libertos da fazendeira Balbina da Siqueira, em 1860, na atual cidade de Reserva do Iguaçu. Entretanto, eles foram deslocados por uma disputa judicial para o distrito de Entre Rios.
Indígenas
A região de Guarapuava era o coração da tribo Guarani, que se estendia pelo Paraná, Santa Catarina, São Paulo, Mato Grosso do Sul, Paraguai e Argentina. Um grande líder guarani foi Guairacá, que intimidou o explorador espanhol Álvar Núñez Cabeza de Vaca dizendo a famosa frase "esta terra tem dono" (co ivi oguereco iara). No entanto, estes indígenas foram praticamente exterminados no processo de colonização e restaram apenas alguns vestígios de sua cultura. Atualmente, há várias reservas na região de indígenas Kaingang e Guarani.
Imigração suábia
Em meados de 1950, o município se deparou com uma nova onda imigratória. Desta vez, de famílias que se denominavam suábios do Danúbio (Donauschwaben). Os suábios são um povo de etnia e cultura germânicas que, a partir de 1720, emigraram do sudoeste da atual Alemanha (hoje estado alemão de Baden-Württemberg) para o sudeste da Europa (ex-Iugoslávia, Romênia e Hungria, que, na época integravam o Império Austríaco, de cultura germânica). Mesmo em comunidades retiradas no Império Austríaco, os suábios sofreram influência das culturas e do idioma eslavo da região que habitavam. Durante e no final da Segunda Guerra Mundial, os suábios do Danúbio fugiram para a Áustria (cujo império foi fragmentado na Primeira Guerra Mundial), onde passaram vários anos em abrigos para refugiados. Com intuito de recomeçar, foram auxiliados pela organização Ajuda Suíça para a Europa (Schweizer Europa-Hilfe). Os contatos entre suábios foram feitos pelo engenheiro suábio Michael Moor e pelo governador do Paraná Bento Munhoz da Rocha Neto. Foram, então, concedidas a eles áreas ao sul de Guarapuava, entre os rios Pinhão e Jordão, formando o distrito de Entre Rios. A população do distrito conserva, até hoje, a cultura e a tradição alemã, principalmente o idioma, sendo que o local, por sua aparência arquitetônica, se assemelha muito às regiões rurais da Alemanha e do norte dos Estados Unidos. As primeiras famílias foram, também, fundadoras da Cooperativa Agrária Agroindustrial  considerada uma das maiores cooperativas agropecuárias do Paraná. O distrito de Entre Rios é considerado um dos maiores do Brasil, com aproximadamente 10 000 habitantes nas colônias Vitória, Socorro, Samambaia, Cachoeira e Jordãozinho.
Imigração polaca e ucraniana
Muitas famílias eslavas vieram diretamente da Europa para Guarapuava no início do século XX, mas a grande maioria veio da região dos municípios paranaenses de Irati, Prudentópolis e Virmond. Há uma comunidade de descendentes de poloneses na região do Rio das Mortes, mas a maior parte dos descendentes de eslavos moram na área urbana. Em Guarapuava, há um grupo de tradições polonesas e outro de tradições ucranianas. Na cidade, há também algumas igrejas greco-ucranianas de rito bizantino, na qual são realizadas cerimônias em ucraniano.
Imigração italiana e alemã
Da mesma forma que a polaca e ucraniana, os italianos, em sua maioria, chegaram para trabalhar em Guarapuava vindos de outros municípios paranaenses, inclusive de estados como Rio Grande do Sul e Santa Catarina. Eles formam uma das maiores massas migratórias do Paraná e suas culturas são muito presentes em Guarapuava. Na cidade, há um clube de tradições italianas.
A presença germânica em Guarapuava também é marcante. Além dos suábios do Danúbio, diversas outras famílias emigraram para cidade, muito embora, da mesma forma que os italianos, vindos de outras cidades. Para Guarapuava também vieras muitas famílias de nobres do Rio de Janeiro e de São Paulo, que descendiam de famílias influentes do que hoje é a Alemanha. Dentre esses nobres, estão Frederico Guilherme Virmond (Frederick Wilhelm Virmond), prussiano de origem huguenote francesa e Francisco Peixoto de Lacerda Werneck, neto do Barão de Pati do Alferes.
Imigração árabe
Muitos sírio-libaneses vieram na metade do século XX; em sua maioria católicos e também muçulmanos, que construíram a Mesquita de Guarapuava.
Outras imigrações
Guarapuava possui muitos povos e etnias. Entre elas, há etnias muito pequenas na cidade, como Argentinos, Estado-unidenses, Franceses, Africanos, entre outros, que vieram no final do século XX, como missionários religiosos, professores e estudantes.

## Política

### Divisão administrativa
O município de Guarapuava é constituído pelo distrito sede e pelos distritos Entre Rios, Guairacá, Guará e Palmeirinha.

### Administração
- Prefeito: Denílson Baitala (2025/2028)
- Vice-prefeito: Rosângela Virmond
- Presidente da Câmara: Pedro Moraes (2023/2024)[22]

## Economia
A economia é variada, mas como outras cidades do mesmo porte no Paraná, ela é baseada na agroindústria. A agropecuária representa aproximadamente 18% do produto interno bruto do município. O município tem forte participação na produção agrícola do estado. O setor de serviços incorpora cerca de 47% do PIB de Guarapuava, figurando como o principal pilar da economia do município, e a atividade industrial, outro importante setor, com cerca de 35%. É considerado o município mais rico do agronegócio no Paraná e também da região sul do Brasil, de acordo com as informações da Produção Agrícola Municipal (PAM), do IBGE divulgadas em 2022.
Possui a maior maltaria da América Latina, a Agraria Malte, com produção de 360.000 t de malte por ano, abastecendo assim cerca de 30% do mercado nacional.
Possui o maior Shopping Center da região central do Paraná, o Shopping Cidade dos Lagos conta com já atendimento diversificado possuindo as maiores âncoras de lojas e fast-foods do Brasil e do mundo como C&A, McDonald's, Renner, Riachuelo, Americanas, Burger King, Subway, além de um hipermercado, cinema e praça de alimentação.

### Indústria
A indústrias madeireira e de celulose (incluindo derivados) são os principais ramos industriais do Guarapuava. As empresas químicas, dos ramos de bebidas, produtos alimentícios e a agroindústria também possuem forte participação. A cidade é conhecida junto com sua região pela produção de erva-mate, produto base do chimarrão. Entre as indústrias manufatureiras se destaca a Santa Maria, Iberkraft, Pinhopast, Prideli, Repinho, Polijuta, Chocalates Pietrobon, Refrigerantes Neon, Agrogen, Dalba, Erva Mate 81, e muitas outras. Embora haja indústrias de destaque em Guarapuava, as principais são a Santa Maria Papel e Celulose e a Cooperativa Agrária de Entre Rios; Em 2009, a Santa Maria e a Agrária foram classificadas entre as maiores empresas do Brasil, segundo o Anuário da Revista Exame, Maiores e Melhores.
Em 2008, a atividade industrial do município contribuiu com cerca de 1/3 de seu produto interno bruto, ou aproximadamente 800 milhões de reais.

### Agricultura
Em 2005, segundo o Instituto Brasileiro de Geografia e Estatística, Guarapuava registrou o 20º maior produto interno bruto agropecuário (excluindo as agroindústrias), o maior do sul do Brasil, dez posições na frente de Castro, segunda colocada no Sul. Naquele ano. a agricultura movimentou 235 435 000 reais.
É uma das maiores produtoras de batata inglesa, milho e cevada do Brasil e também uma grande produtora de soja e trigo.
De acordo com a lei federal nº 14.956, de 3 de setembro de 2024, fica conferido o título de Capital Nacional da Cevada e do Malte ao Município de Guarapuava, no Estado do Paraná.

### Agroindústria
A agroindústria é outro setor importante na economia municipal. A cidade conta com a maior maltaria da América Latina, que produz 20% do malte brasileiro, a Agromalte pertencente a Agrária, e também com a Brasil Foods, Agrícola Cantelli, Coamo, Codapar, Cooperativa Vale, é uma das maiores empresas no ramo de panificação do mundo, a Ireks tem sua sede do Brasil em Guarapuava, entre outras.
Cooperativa Agrária Agroindustrial
Fundada em 1951, por imigrantes suábios, no distrito de Entre Rios.
É uma das 5 maiores do ramo Agropecuário do Brasil, possui a Fábrica de Rações, Coopersul, o Moinho de Trigo e a Agromalte (maior maltaria da América Latina).[carece de fontes?]
Possui um faturamento de 1,5 bilhão de reais, uma estrutura de mais 100 silos, dois entrepostos, uma fundação de pesquisas, criação de suínos e uma escola.
Santa Maria Papel e Celulose
Fundada em 1962, como madeireira, pela família Podolan, na cidade de Santa Maria do Oeste. Mudou-se para Guarapuva, onde havia condições de desenvolver a fábrica de papel.
Possui um madeireira, fábrica de papel, silos de armazenamento de grãos, 2 usinas hidroelétricas e 1 termoelétrica.
É conhecida também pelo papel de alta qualidade, o qual é negociado com grandes empresas fabricantes de cadernos e com emissoras de televisão como Rede Globo e Rede Record. Já vendeu papel até para a Casa da Moeda do Brasil.[carece de fontes?]

## Transportes

### Rodoviário
Guarapuava se encontra no corredor do turismo, na rota para Foz do Iguaçu, o que possibilita saídas diárias de ônibus para grandes cidades como Rio de Janeiro e São Paulo.

#### Rodovias pavimentadas
- Norte:PR-466, Turvo
- Sul:PR-170, Pinhão
- Oeste:BR-277, Cascavel/Toledo/Foz do Iguaçu, BR-366, Pato Branco/Francisco Beltrão, PR-364, Goioxim
- Leste:BR-277, Curitiba/Litoral, BR-373, Ponta Grossa/São Paulo, Estrada Municipal, Salto São Francisco/Guairacá

### Ferroviário
Guarapuava possui duas linhas férreas. A primeira, operada pela América Latina Logística, foi construída na década de 1950 e estende-se até Ponta Grossa, passando por Irati. A segunda, construída na década de 1990, se estende até Cascavel e é operada pela Ferroeste.

### Aéreo
Guarapuava é servida pelo Aeroporto Tancredo Thomas de Farias, pertencente à administração municipal. A cidade é servida pela Azul Linhas Aéreas Brasileiras com voo para Campinas através de aeronaves ATR 72-600.

## Segurança
Guarapuava conta com as seguintes organizações de segurança:
- Exército Brasileiro: 26º Grupo de Artilharia de Campanha
- PRF - Polícia Rodoviária Federal: 8a. Delegacia em Guarapuava
- Polícia Federal: Delegacia de Guarapuava
- Polícia Militar: 16º Batalhão de Polícia Militar, Polícia Ambiental / 3ª Companhia, 2º GB / 3º Subgrupamento de Bombeiros
- Polícia Civil: 14º Subdivisão Policial de Guarapuava

### Penitenciária Industrial de Guarapuava
Foi a primeira penitenciária industrial do Brasil[carece de fontes?]. Construído em 1999, é modelo para o sistema prisional brasileiro, são 7 000 metros quadrados de área, 120 celas, e capacidade para 240 presos. Os presos trabalham na fábrica de calçados e ganham 75% do Salário Mínimo. O índice de reincidência é de 6%, enquanto a média brasileira é de 60%.

## Educação
Atualmente funcionam em Guarapuava 45 escolas municipais de ensino fundamental e outras 26 escolas estaduais de ensino médio. Até o ano 2000 apenas uma instituição de ensino superior funcionava na cidade, sendo que, desde então, instituições privadas também foram inauguradas, totalizando 2 universidades pública e 3 faculdades particulares em 2016.

### Ensino Superior
- Universidade Estadual do Centro-Oeste (Unicentro), sediada em Guarapuava, está dividida em três campi (Centro de Tecnologias de Guarapuava, Santa Cruz e Irati), quatro campi avançados (Prudentópolis, Chopinzinho, Laranjeiras do Sul e Pitanga), e seis polos de educação à distância (Coronel Vivida, Pinhão, Bituruna, Palmital, Goioerê, Apucarana e Paranavaí).
- Universidade Tecnológica Federal do Paraná (UTFPR)
- Centro Universitário Campo Real (Campo Real)
- Faculdade Guairacá (Guairacá)
- Faculdade Guarapuava (FAG)
- Centro Universitário Ingá (UNINGÁ)

## Turismo

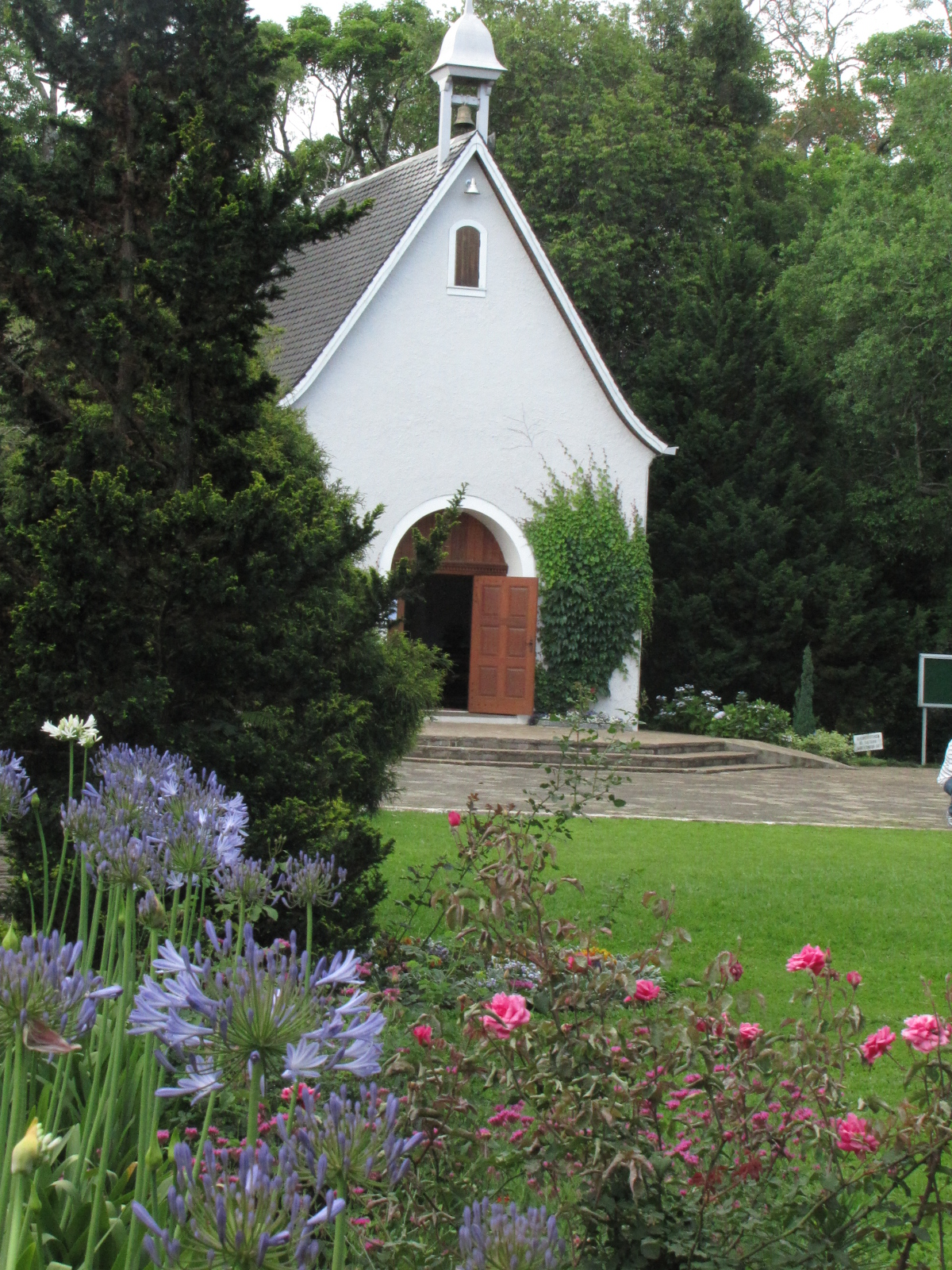
Santuário de Schoenstatt de Guarapuava

Guarapuava tem, como principais pontos turísticos:
- Lagoa das Lágrimas
- Catedral de Nossa Senhora de Belém
- Distrito de Entre Rios
- Parque do Lago
- Parque Municipal das Araucárias (onde está o Museu Entomológico Hipólito Schneider, também conhecido como Museu de Ciências Naturais, que contém a coleção do professor João José Bigarella)
- Museu Municipal Visconde de Guarapuava
- Parque Recreativo Jordão
- Salto Curucacas
- Praça da Fé
- Praça dos Patriarcas
- Santuário de Schoenstatt[29]

O município realizava um evento cultural chamado Cavalhadas de Guarapuava. O folclore das Cavalhadas manteve-se vivo em Guarapuava, e conta com a participação de mais de mil atores amadores, provenientes de todas as camadas sociais e faixas etárias do município. Várias dramatizações foram incorporando-se ao evento, que adquiriu porte de festa temática, envolvendo gastronomia, jogos, danças, circo medieval, com a interação de príncipes, sultões e cavaleiros medievais. Desde 2003 o evento deixou de ser realizado.

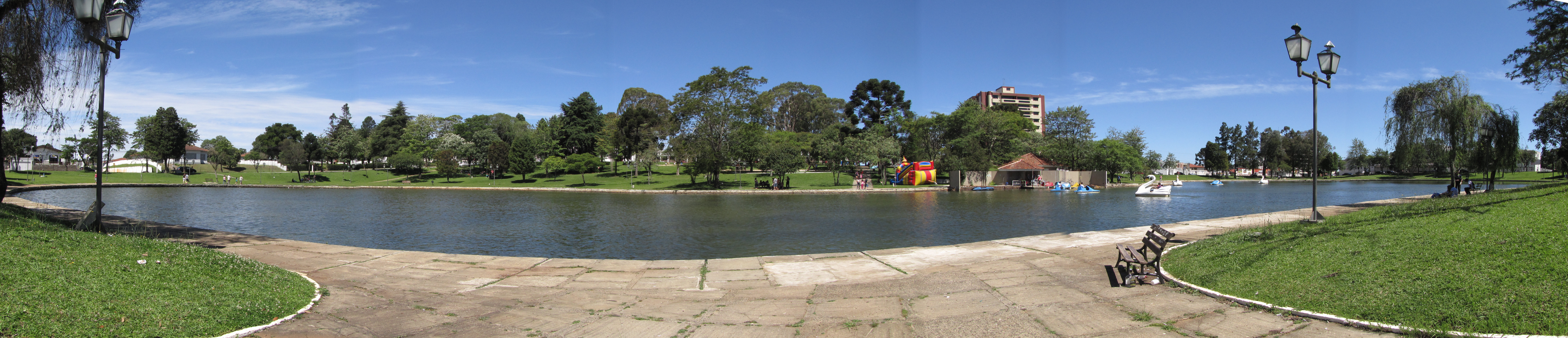
Lagoa das Lágrimas - Centro - Guarapuava

## Esporte
Guarapuava possui atletas de alto nível, inclusive com destaque nacional em modalidades como tiro desportivo, ciclismo e kickboxing. Também tem participações notáveis em campeonatos estaduais.
No ano de 2006, o Ginásio Joaquim Prestes foi totalmente reformado e adaptado aos padrões internacionais, tornando-se assim um exemplo para outras cidades do Paraná e do Brasil. Com esta reforma foi possível receber diversos eventos esportivos, que antes ficavam restritos a ginásios com menor capacidade de público e menor estrutura para os atletas.

### Automodelismo
Guarapuava possui uma pista de automodelismo, esta localizada na praça em frente ao Paço Municipal. Nos últimos meses o número de adeptos ao esporte tem crescido exponencialmente, sendo realizadas competições.

### Futsal
A cidade possui um dos melhores ginásios do Paraná, Ginásio Joaquim Prestes, adaptado com os padrões internacionais, com capacidade para aproximadamente 3 000 pessoas. Nas partidas realizadas pelo Campeonato Paranaense de Futsal, e a casa do Clube Atlético Deportivo.
O episódio mais fatídico do futsal guarapuavano ocorreu em 7 de março de 2010 quando Robson Rocha Costa, jogador da equipe do Guarapuava, em uma partida válida pelo torneio Guarapuava 200 anos, foi tentar tomar a bola com um carrinho e um pedaço de madeira soltou-se da quadra e atingiu a barriga do jogador. Robson estava consciente em quadra mas faleceu de hemorragia interna no hospital. O ginásio Joaquim Prestes foi interditado e quadra de madeira retirada. O ginásio foi reaberto no segundo semestre de 2010. O inquérito policial está em andamento. O torneio festivo foi cancelado.

### Futebol
O Grêmio Esportivo Oeste participou dos Campeonato Paranaense de Futebol na década de 1960, sendo Campeão da Segunda Divisão de 1969 entro no Campeonato Paranaense em 1970 onde ficou terceiro colocado nessa edição um dos maiores feitos do futebol de Guarapuava.
O Guarapuava Esporte Clube foi campeão da Segunda Divisão de 1978 e jogou por duas ocasiões na primeira divisão. Participou da segunda divisão novamente, mas não conseguiu o acesso. No ano de 2001 a equipe disputou a quarta divisão do Campeonato Paranaense de Futebol, sua última competição profissional.
A Associação Atlética Batel foi por duas vezes vice-campeã da segunda divisão. Disputou por 11 vezes a elite do futebol paranaense, tendo suas melhores campanhas nos anos de 1994 e 1995, ficando na quinta posição e disputando a série C do Campeonato Brasileiro de Futebol. Jogou na terceira divisão em 2009, mas não conseguiu o acesso. Depois de 5 anos afastada confirmou presença na terceira divisão do Campeonato Paranaense de Futebol de 2015. O clube já disputou a Série C do Brasileiro.

### Rugby
Dentre as várias modalidades esportivas praticadas na cidade, destaca-se o rugby, com os clubes Lobo Bravo Rugby, Minotauros Rugby e Guarapuava Rugby Clube (este dois últimos, já extintos).
Desde o ano de 2006, a cidade vem sediando diversos amistosos entre as equipes locais e times de Curitiba, Cascavel, Londrina, Ponta Grossa, Toledo e Ciudad del Este, tendo promovido, no ano de 2006, três competições de relevo:
- 1ª. Etapa do 1º. Campeonato Paranaense de Rugby (rugby union);
- Torneio da Independência (rugby sevens);
- 1ª. Taça Guarapuava de rugby seven-a-side, os dois últimos contando com a participação de mais de cem atletas, não apenas de Guarapuava, como também de Cascavel e Ponta Grossa.

### Kickboxing
Célio Rodrigues participou de vários eventos internacionais com êxito representando sua cidade. Em maio de 2008, ele conquistou um título internacional na Croácia, e, em 2009, conquistou o título mundial em Guarapuava[carece de fontes?].

### Tiro desportivo
Guarapuava possui um moderno centro de treinamento de tiro desportivo. Reside na cidade o medalhista de prata do Jogos Pan-americanos na modalidade fossa olímpica, Rodrigo Bastos. O guarapuavano e atirador Eugenio Caetano do Amaral (1895-1972) foi campeão paranaense de Fuzil de guerra, carabina Match Inglês e Revolver de fogo central (1917), foi campeão e recordista Sul americano de Fuzil de guerra (tiro rápido) e pistola Parabellum (1922), foi  campeão brasileiro de pistola livre e revólver de fogo central (1932). Nas seletivas dos jogos olímpicos de Los Angeles (USA) bateu o recorde brasileiro de pistola livre com 526 pontos (1932) classificando-se para os jogos olímpicos. Participou das Olimpíadas de Los Angeles (USA) em 1932 e foi classificado em 4o lugar na modalidade Tiro rápido às silhuetas. Foi ainda campeão paranaense, brasileiro e Sul Americano em várias modalidades de tiro. Foi mestre atirador em todas as modalidades de tiro que participou. Foi fundador da Confederação Brasileira de Tiro ao Alvo e da Federação Paranaense de Tiro ao Alvo. Em Novembro de 1966 foi campeão brasileiro de silhuetas olímpicas e manteve o recorde brasileiro por 12 anos e o paranaense por 45 anos. Atirou por 58 anos ininterruptamente.

### Xadrez
Em julho de 1991, a cidade sediou o Campeonato Mundial sub-18 de Xadrez. As competições foram realizadas na sede urbana do Guaíra Country Club e o vencedor foi Vladimir Kramnik. Em 1995 a cidade voltou a sediar um campeonato mundial de xadrez, agora na categoria sub-16, quando o brasileiro Rafael Leitão conquistou um vice-campeonato.

### Rally aéreo
Em agosto de 2009, foi realizado em Guarapuava a primeira etapa do rally aéreo.

## Festas
Expogua
Trata-se da maior feira da região que é realizada todo ano. Expondo gado, cavalos e outros animais para criação. Onde acontece leilões dos animais e alguns cursos ligados a área. Várias empresas expõem durante o evento como veículos leves, pesados e agrícolas, produtos agrícolas, entre outras empresas dos mais diversos setores. Comida típicas das festas juninas, entre outras, são vendidas, assim como um parque de diversões é organizado no local. Cantores sertanejos, como Leonardo, Zezé Di Camargo e Luciano, e Daniel, se apresentam. Rodeios completam a festa.
Festa do Soquete de Carneiro e Paçoca de Pinhão
Realizada pelas Lojas Maçônicas de Guarapuava, a Festa do Soquete é um jantar beneficente anual, cuja renda é destinada a 4 entidades beneficentes da cidade.
Festival da Melhor Idade
Realizada pela prefeitura municipal entre os meses de agosto e outubro, é uma festa com concurso de grupos de dança da melhor idade, geralmente oriundos de diversas cidades do sul. Este evento já teve a presença de grandes cantores, como Moacyr Franco, Sidney Magal, Guilherme Arantes entre outros. Este evento se encontra na sexta edição.
Festa da Peixada
Tradicional festa alemã, realizada no distrito de Entre Rios, a festa da peixada é celebrada em outubro. Traz, como principais atrações: bandas alemãs, danças tradicionalistas, peixe na brasa e muito chope. Pessoas de toda região comparecem. Bandas da Alemanha costumam tocar neste festival.

## Cidades irmãs
- Rastatt, Alemanha (Lei nº 14/1988)[38]
- Lanzhou, China (Lei nº 1077/2001)[39]